# АЭС Брокдорф
Атомная электростанция Брокдорф (нем. Kernkraftwerk Brokdorf) — атомная электростанция в Германии, 1480 М Вт. Находится в коммуне Брокдорф района Штайнбург, земли Шлезвиг-Гольштейн. 80 % АЭС принадлежат E.ON, остальные — Vattenfall.

## Информация об энергоблоках
| Энергоблок     | Тип реакторов | Мощность | Мощность | Начало строительства | В сети     | Коммерческий пуск | Закрытие   |
| Энергоблок     | Тип реакторов | Чистый   | Брутто   | Начало строительства | В сети     | Коммерческий пуск | Закрытие   |
| -------------- | ------------- | -------- | -------- | -------------------- | ---------- | ----------------- | ---------- |
| Brokdorf (KBR) | PWR           | 1410 MВт | 1480 MВт | 01.01.1976           | 14.10.1986 | 22.12.1986        | до 2021 г. |